# Cingula
Genre
Synonymes
- Cingilla Monterosato, 1884
- sous-genre Cingula (Lirocingula) Ponder, 1985
- sous-genre Rissoa (Cingula) Fleming, 1818[1]

Cingula est un genre de mollusques gastéropodes de la famille des Rissoidae. L'espèce-type est Cingula trifasciata.

## Liste d'espèces
Selon World Register of Marine Species (31 octobre 2017) :
- Cingula aequa (E. A. Smith, 1890)
- Cingula agapeta (E. A. Smith, 1890)
- Cingula alvearium (Watson, 1886)
- Cingula atomaria A. A. Gould, 1861
- Cingula australiensis Thiele, 1930
- Cingula californica (Tryon, 1865)
- Cingula communis O. Boettger, 1906 †
- Cingula compsa (E. A. Smith, 1890)
- Cingula conoidea Thiele, 1930
- Cingula conspecta (E. A. Smith, 1904)
- Cingula dautzenbergi Glibert, 1949 †
- Cingula dharma (Yokoyama, 1926) †
- Cingula falunica Glibert, 1949 †
- Cingula farquhari (E. A. Smith, 1910)
- Cingula fernandinae (Dall, 1927)
- Cingula friedbergi Baluk, 1975 †
- Cingula helenae Ponder, 1985
- Cingula inconspicua C. B. Adams, 1852
- Cingula intermedia Thiele, 1930
- Cingula inusitata (Beets, 1946) †
- Cingula koeneni Glibert, 1952 †
- Cingula madreporica Issel, 1869
- Cingula montereyensis Bartsch, 1912
- Cingula nitida (Brusina, 1870) †
- Cingula nitidula Thiele, 1930
- Cingula obtusispira Seguenza, 1879 †
- Cingula orvieta Dall, 1919
- Cingula outis (Tomlin, 1931)
- Cingula paradoxa Thiele, 1930
- Cingula parryensis Ladd, 1966 †
- Cingula pentodonta (Kendall & Bell, 1886) †
- Cingula perfecta (E. A. Smith, 1890)
- Cingula peteningensis Gould, 1852
- Cingula psammatica Issel, 1869
- Cingula pupina Cossmann, 1918
- Cingula regiorivi A. W. Janssen, 1967 †
- Cingula robusta H. C. Lea, 1845
- Cingula scalpta Thiele, 1930
- Cingula schlosseriana Brusina, 1870
- Cingula scipio Dall, 1887
- Cingula simulans (E. A. Smith, 1890)
- Cingula sternbergensis R. Janssen, 1978 †
- Cingula stewardsoni (Vanatta, 1909)
- Cingula striata (Hörnes, 1856) †
- Cingula terebellum C. B. Adams, 1852
- Cingula trifasciata (J. Adams, 1800)
- Cingula turoniensis Glibert, 1949 †
- Cingula vaga (E. A. Smith, 1890)
- Cingula varicifera (E. A. Smith, 1890)
- Cingula vera Cossmann & Peyrot, 1919 †
- Cingula villae Issel, 1869
- Cingula waabitica
- Cingula wallichi (E. A. Smith, 1890)
- Cingula whitechurchi (Turton, 1932)
- Cingula winslowae (Bartsch, 1928)

Noms en synonymie
- Cingula elegans Locard, 1891 et Cingula nitida (Bucquoy, Dautzenberg & Dollfus, 1884), deux synonymes de Peringiella elegans (Locard, 1891)